# Human Horizons

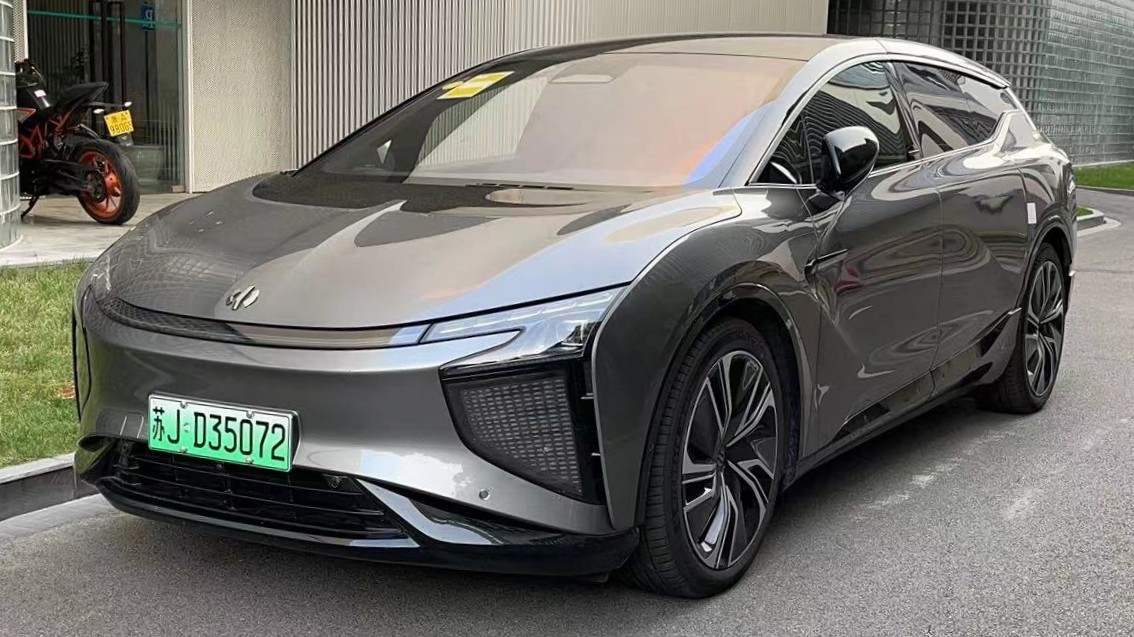
HiPhi X

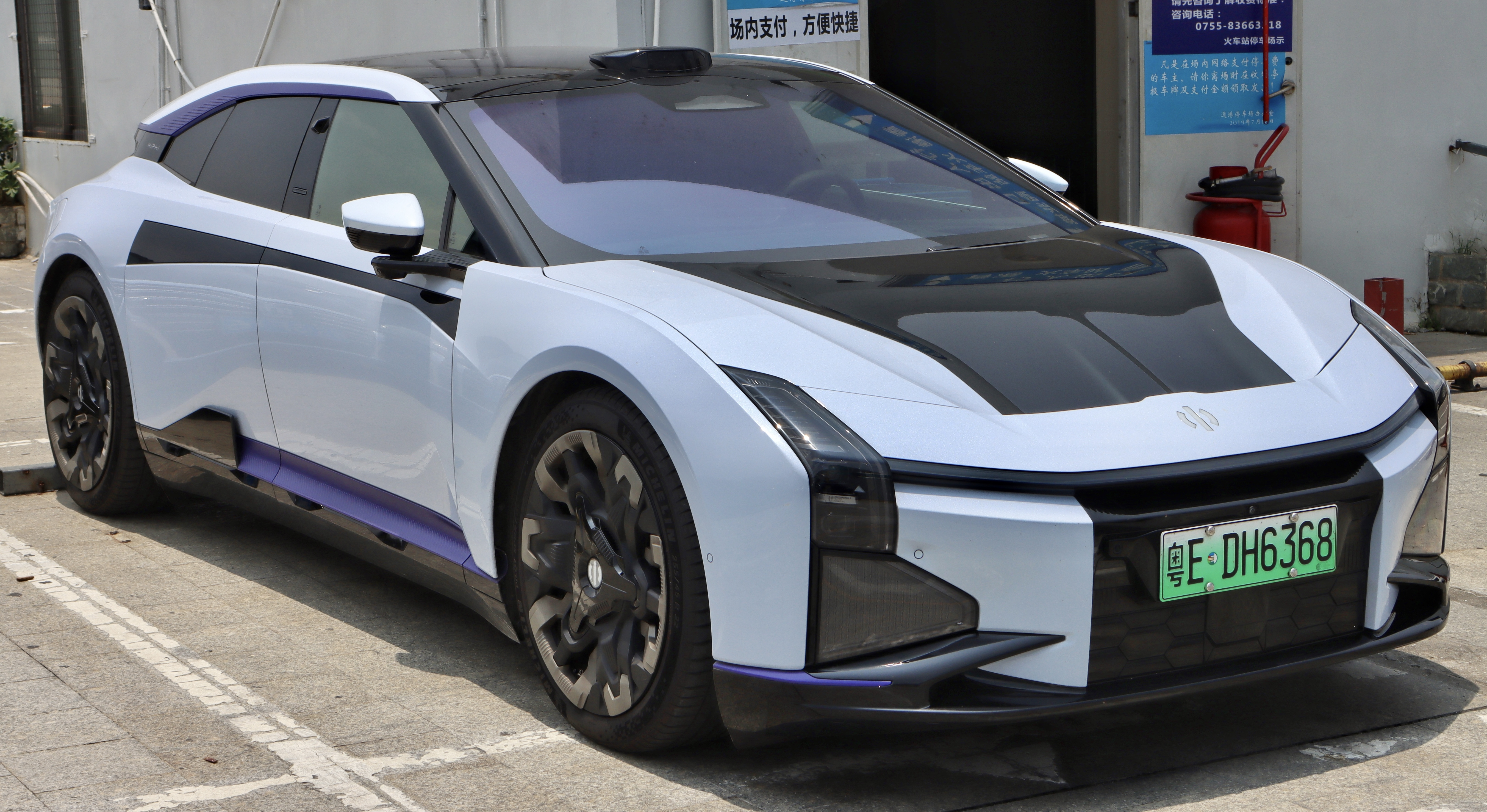
HiPhi Z

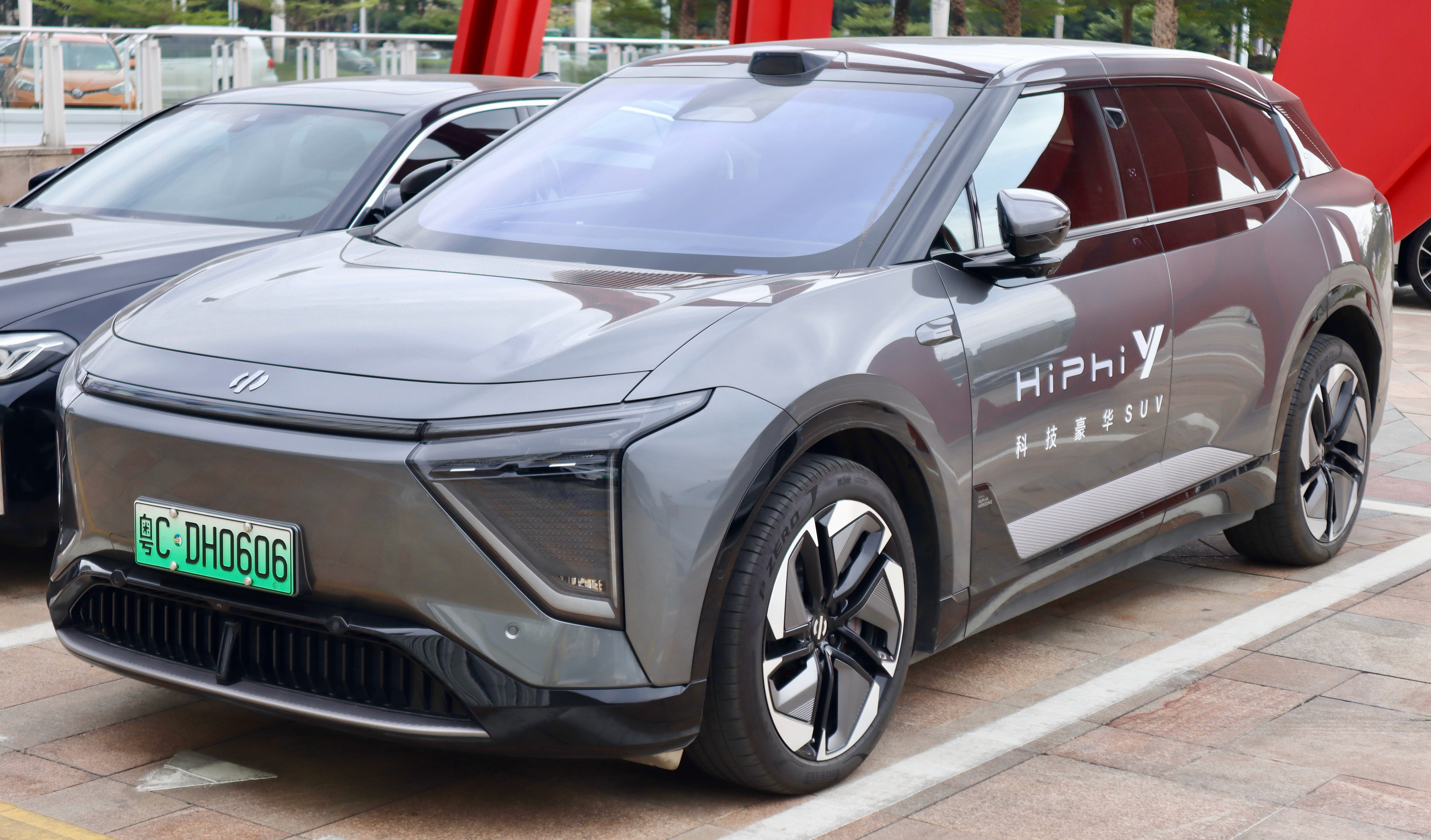
HiPhi Y

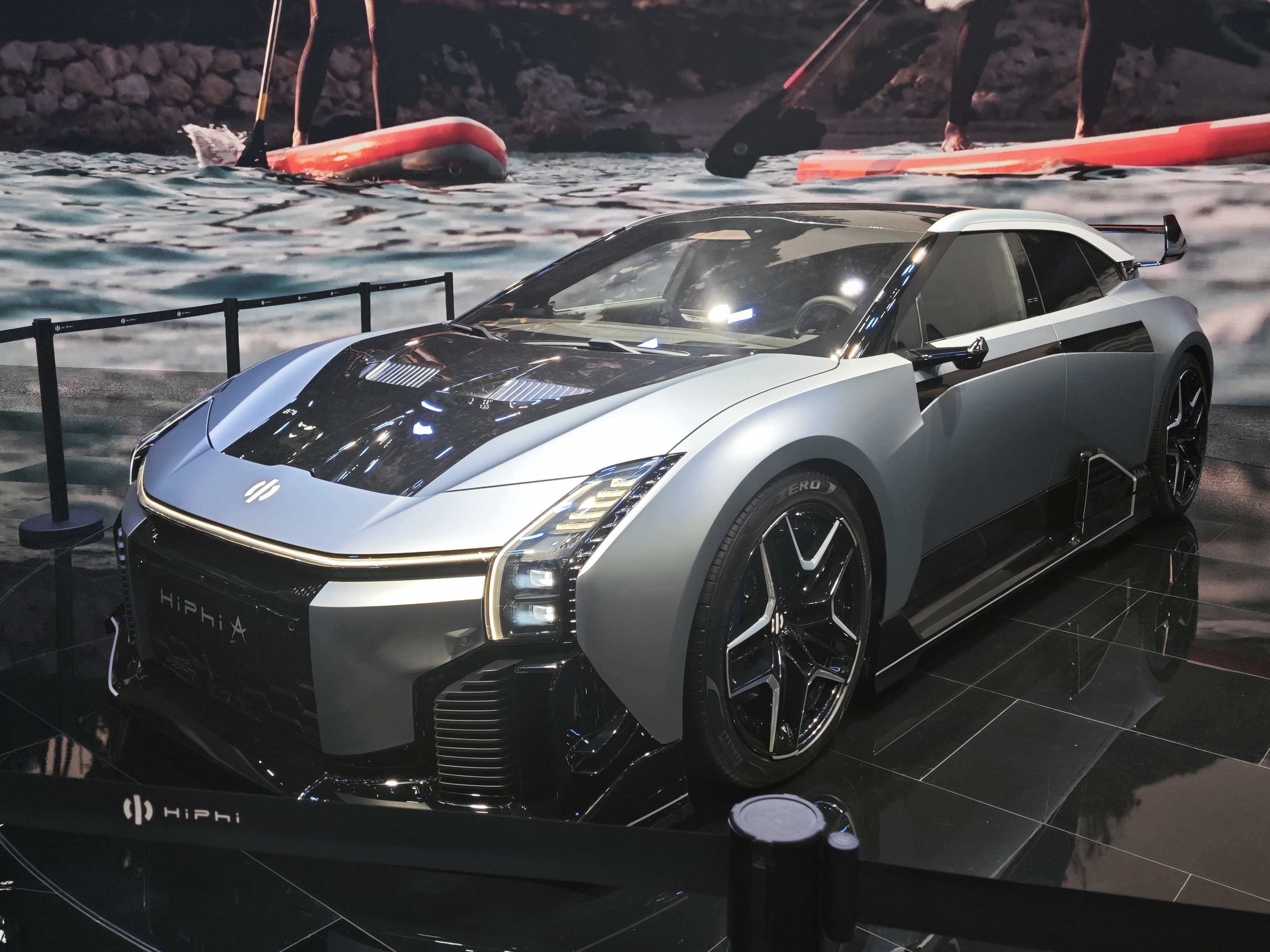
HiPhi A

Human Horizons – dawny chiński producent elektrycznych samochodów osobowych, z siedzibą w Szanghaju, działający w latach 2017–2024. Oferował pojazdy pod marką HiPhi.

## Historia

### Początki
W 2017 roku chiński przedsiębiorca Ding Lei założył w Szanghaju startup Human Horizons, za cel obierając rozwój samochodów elektrycznych i technologii samochodów autonomicznych. Pierwszym przełomowym wydarzeniem w dziejach chińskiego startupu było zaangażowanie do przedsięwzięcia byłego stylisty niemieckiego BMW, Nicolasa Hueta, który objął nadzór nad pracami nad stylizacją pojazdów rozwijanych przez Human Horizons. Studyjną zapowiedzią pierwszego samochodu konstrukcji Human Horizons był futurystyczny prototyp o nazwie HiPhi 1 Concept przedstawiony pod koniec lipca 2019 roku, inaugurując tym samym markę, pod którą chiński koncern zaplanował sprzedawać swoje pojazdy – HiPhi. W lutym 2020 roku Human Horizons nawiązało strategiczną z kolei współpracę z koncernem Bosch na polu rozwoju technologii tzw. Battery-in-the-Cloud.

### Rozwój oferty
Rok po debiucie pierwszego prototypu, w sierpniu 2020 roku zaprezentowano seryjny wariant HiPhi 1 Concept pod nazwą HiPhi X, wyróżniając się m.in. poziomem trzecim półautonomicznej jazdy i wykorzystaniem sztucznej inteligencji do rozbudowanych systemów wsparcia kierowcy. W tym samym czasie w chińskim Szanghaju otwarto pierwszy salon sprzedaży pod nazwą HiPhi Store, wyróżniający się białym, minimalistycznym wzornictwem i aranżacją w duchu Experience Store. Debiut rynkowy HiPhi X odbył się w Chinach we wrześniu 2020 roku, który równoznaczny był z uruchomieniem zbierania zamówień wśród pierwszych klientów. Pomimo relatywnie wysokiej ceny i pozycjonowania jako produkt klasy premium, HiPhi X zdobyło dużą popularność wśród klientów, w styczniu 2022 przekraczając próg 5 tysięcy dostarczonych samochodów. W lipcu 2022 chińska firma zaprezentowała oficjalnie swój drugi produkcyjny model w postaci awangardowo stylizowanego, wyższej klasy shooting brake o nazwie HiPhi Z, który trafił do produckji w grudniu tego samego roku. W kwietniu 2023 zadebiutował trzeci model firmy, pozycjonowany poniżej flagowego "X" duży crossover HiPhi Y. Równolegle, firma zapowiedziała plany rozpoczęcia sprzedaży w Europie poczynając od modelu "X". W listopadzie 2023 zadebiutowała wyczynowa odmiana flagowego "Z" pod nazwą HiPhi A.

### Kryzys i upadłość
Na początku 2024 roku Human Horizons znalazło się w trudnej sytuacji finansowej, która skłoniła zarząd firmy do wdrożenia radykalnych działań oszczędnościowych. W styczniu firma zamknęła swoje dwa duże salony sprzedaży w stylu "showroom" w Chengdu i Kantonie, a także miała wstrzymać wszelkie prace centrum badawczo rozwojowego. Miesiąc później Human Horizons oficjalnie potwierdziło, że wstrzymuje wszelkie operacje, poczynając od rozwoju nowych produktów, po produkcję swoich obecnych samochodów na kolejne 6 miesięcy. Ponadto, kadra pracownicza otrzymała cięcia pensji do 70% ich wymiaru, zachęcając zarazem kadrę do poszukiwania nowego pracodawcy.
Po nieudanych poszukiwaniach nowych właścicieli, rozważając zarówno sprzedaż akcji lub wejście we współpracę w ramach spółki joint-venture, na początku sierpnia 2024 Human Horizons ogłosiło bankructwo.

## Modele samochodów

### Historyczne
- HiPhi X (2020–2024)
- HiPhi Z (2022–2024)
- HiPhi Y (2023–2024)
- HiPhi A (2023–2024)

### Studyjne
- HiPhi 1 Concept (2019)
- HiPhi CiTY Concept (2019)